# Дробњак (област)
Дробњак је област у Црној Гори (некада Стара Херцеговина). У овој области је 1927. године било око 2.000 кућа. Границе су му на истоку Шаранци и Горња Морача, на југу Никшићко поље и Жупа, на западу Пива и на сјеверу ријека Тара. Планина Ивица дијели Дробњак на два морфолошки различита дијела: Дробњачко корито и висораван Језера.

## Географија

### Дробњачко корито
Дробњачко корито је велика увала испресијецана косама и коритима неколико ријека, које се сливају у Буковицу, а ова притиче Пиви. Од Никшићког поља га одваја планина Војник и висораван Крново, а од Мораче планине Јаворје и Лола. У овој области налази се град Шавник, а од већих села Дужи, Превиш, Пошћење, Годијеља, Добра Села, Петњица и Комарница. Јужно од Шавника се налазе четири села која такође припадају Дробњаку: Мокро, Милошевићи, Горња Бијела и Доња Бијела – ова последња два се ослањају на падине Крновске главице, док се Мокро са мањим селом Градац налази на заравни изнад Шавника и реке Придворице, а испод Војника.

### Језера
Језера, захватају сјевероисточни дио племена. То је висораван средње висине око 1.500 метара, ограђена планинама Дурмитором, Ивицом, Сињајевином и ријеком Таром. У Језерима је градић Жабљак, а крај њега, испод Дурмитора, је Црно језеро.

### Ускоци
Подгрупа Дробњака (неки кажу и засебно племе) су Ускоци, који углавном чине села источно од Шавника у правцу Мораче, а у јужном сливу ријеке Буковице: Боан, Тимар, Баре и Крња Јела, коју дијели од Горње Мораче пријевој Семољ.
Куриозитет за ово племе јесте да је последњи званичан случај крвне освете био забележен управо овде 1931. године.

## Историја
Прво насељавање словенских племена почело је у 8. вијеку, када су се Новљани подијелили у две велике групе и једна од њих се зауставила у предијелима који ограничавају данашњи Дробњак, а друга населила бањску висораван. У непрестаним борбама са племеном Крича, који су наводно потомци старих Келта, ови досељеници су успели заузети језерску висораван. Одлучујућа битка одиграла се под вођством војводе Ђурјана Косовчића с једне и Кричког краља Калоке, па су након крваве битке Кричи заувек протерани на десну обалу Таре. Дробњачко је корито било слабо насељено.
У Дробњак се у 17. вијеку преселило из Никшићких рудина пет сродних породица, Вуловићи, Ђурђићи, Срдановићи(некад Косорићи), Томићи и Церовићи, чија је по предаји даља старина из Травника. Од њиховог пресељења почиње оснивање овог племена. Њиховим унможавањем и насељавањем у Дробњак и других јаких братстава, као Караџића, Јакшића и Абазовића племе је ојачало, па је настала оскудица у земљи и паши.

## Привредни развој
Дробњак је одувек био бунтовно подручје за време Турске окупације, и бива попаљен неколико пута од Херцеговачких ага и бегова. До 1863. г. тамо су само изгонили стоку, а отада су почели у Језерима обрађивати и земљу и стално се насељавати. Висоравни и планине су омогућиле да се у првом реду развило сточарство, а осим њега и земљорадња. Остале активности су укључивале пчеларство и мало воћарства.
Кроз Дробњак је водио пут у средњем вијеку, који је повезивао Котор преко Оногошта, Левер-Таре са Пожегом и даље.
На висоравни Крново је у пролеће 2017. године почео са радом први ветропарк у Црној Гори. Ветропарк Крново је ветропарк изграђен на највећој надморској висини до тада у Европи. Представља први велики производни објекат у области електроенергетике од изградње пљеваљске Термоелектране 1982. године.

## Припајање Црној Гори
После Црногорско-турског рата од 1876. до 1878. године, Берлинским миром је Дробњак и званично био припојен Црној Гори.